# دورة حمض الستريك

عرض لمخطط دورة حمض الستريك

دورة حمض الستريك (بالإنجليزية: Citric acid cycle) أو حلقة حمض الليمون تعرف أيضًا بدورة الحموض ثلاثية الكربوكسيل (بالإنجليزية: TriCarboxlic acidA) أو حلقة كريبس (بالإنجليزية: Krebs Cycle) هي سلسلة من التفاعلات الكيميائية المحفزة بالأنزيمات لها أهمية أساسية في جميع الخلايا الحية التي تستخدم الأكسجين في التنفس الداخلي. تتم دورة حمض لستريك في المتقدرات في جميع خلايا الجسم.
دورة حمض الستريك تسمى أيضا «دورة حمض الليمون» هي جزء من مسار الاستقلاب الذي يحول الكربوهيدرات، والدهون وبعض الأحماض الأمينية إلى غاز ثاني أوكسيد الكربون وماء ويولّد طاقة قابلة للاستهلاك وطاقة يختزنها في جزيئات ATP (بطارية الخلية). دورة حمض الليمون هي المسار الثالث من أربعة مسارات استقلابية مرتبطة باستقلاب الكربوهيدرات وإنتاج ثلاثي فوسفات الأدينوسين ATP ، الثلاثة الأخرى هي أكسدة البيروفات قبله، والسلسلة التنفسية بعده. تؤمّن «دورة حمض الليمون» هياكل كربونية لبناء العديد من المركبات كبعض الأحماض الأمينية.
.

## الخطوات
|    | الجزيء                                                | النواتج                                                  | الانزيم                        | نوع التفاعل                     | ملاحظة |
| -- | ----------------------------------------------------- | -------------------------------------------------------- | ------------------------------ | ------------------------------- | --- |
| 1  | حمض أكسالوأسيتيك + أسيتيل مرافق الإنزيم-أ + H2O       | حمض الليمون + مرافق الإنزيم-أ                            | سترات سينثاز ‏                  | تفاعل تكاثف                     | rate limiting stage, extends the 4C oxaloacetate to a 6C molecule |
| 2  | حمض الليمون                                           | cis-أكونتيز + H2O                                        | أكونتيز                        | بلمهة                           | reversible isomerisation |
| 3  | cis-Aconitate + H2O                                   | Isocitrate                                               | أكونتيز                        | تفاعل إماهة                     | reversible isomerisation |
| 4  | Isocitrate + ثنائي نوكليوتيد الأدنين وأميد النيكوتين+ | Oxalosuccinate + ثنائي نوكليوتيد الأدنين وأميد النيكوتين | Isocitrate dehydrogenase       | تفاعلات أكسدة-اختزال            | generates NADH (equivalent of 2.5 ATP) |
| 5  | Oxalosuccinate                                        | حمض ألفا كيتوغلوتارات + CO2                              | Isocitrate dehydrogenase       | نزع كربوكسيل                    | irreversible stage, generates a 5C molecule |
| 6  | حمض ألفا كيتوغلوتارات + NAD+ + CoA-SH                 | سكسينيل-مرافق الإنزيم A + NADH + H+ + CO2                | α-Ketoglutarate dehydrogenase ‏ | Oxidative decarboxylation       | generates NADH (equivalent of 2.5 ATP), regenerates the 4C chain (CoA excluded)                                                                                           |
| 7  | Succinyl-CoA + ثنائي فوسفات الغوانوزين + فوسفات       | Succinate + CoA-SH + ثلاثي فوسفات الغوانوزين             | Succinyl-CoA synthetase ‏       | substrate level phosphorylation | or أدينوسين ثنائي الفوسفات->أدينوسين ثلاثي الفوسفات، generates 1 ATP or equivalent                                                                                        |
| 8  | Succinate + مرافق الإنزيم Q10 (Q)                     | حمض الفوماريك + ubiquinol (QH2)                          | نازع هيدروجين السكسينات        | أكسدة                           | uses ثنائي نيوكليوتيد الفلافين والأدينين as a عامل مرافق (كيمياء حيوية) (FAD->FADH2 in the first step of the reaction) in the enzyme, generates the equivalent of 1.5 ATP |
| 9  | حمض الفوماريك + H2O                                   | L-حمض التفاح                                             | Fumarase                       | تفاعل إماهة                     | |
| 10 | L-حمض التفاح + NAD+                                   | حمض أكسالوأسيتيك + NADH + H+                             | مالات ديهيدروجيناز             | أكسدة                           | generates NADH (equivalent of 2.5 ATP) |

## التفاعلات
يمكن تلخيص تفاعلات حلقة كريبس من خلال التفاعلات التالية:

### التفاعل 1
تثبيت الأستيل CoA على مركب C4 لبناء مركب C6 حمض الليمون.

.

### التفاعل 2 و3
يتم في هاذين التفاعلين عملية نزع الكربوكسيل بالإضافة إلى أكسدة ونزع H وهو ما يسمى بنزع الكربوكسيل التأكسدية.
.

### التفاعل 4
تركيب ATP (فسفرة ADP)

### التفاعل 5
تفاعل أكسدة لمركب رباعي الكربون (نزع الهيدروجين)، وإرجاع ناقل +H ومرافق الإنزيم FAD←FADH2 .

### التفاعل 6
تفاعل إماهة (أكسدة)

### التفاعل 7
تفاعل أكسدة وإرجاع الناقل +NAD إلى +NADH,H .

## الكفاءة
إن الناتج والحاصل الأقصى النظري لـ ATP من خلال أكسدة جزيء واحد من الجلوكوز في تحلل السكر، ودورة حمض الستريك، والفسفرة التأكسدية هو 38 (بافتراض 3 مكافئات جزيئية من ATP لكل مكافئ NADH و 2 ATP لكل FADH2). في حقيقيات النوى، يتم توليد معادلين من NADH وأربعة مكافئات من ATP في تحلل السكر، والذي يحدث في السيتوبلازم. نقل اثنين من هذه المكافئات من NADH إلى الميتوكوندريا يستهلك مكافئين من ATP، مما يقلل من صافي إنتاج ATP إلى 36. بالإضافة إلى ذلك، عدم الكفاءة في الفسفرة التأكسدية بسبب تسرب البروتونات عبر غشاء الميتوكوندريا وانزلاق ATP سينثاز / البروتون تقلل المضخة عادة من عائد ATP من NADH و FADH2 إلى أقل من العائد الأقصى النظري. وبالتالي، فإن المردودات المرصودة تقترب من ~ 2.5 من ATP لكل NADH و ~ 1.5 ATP لكل FADH2 ، مما يقلل من صافي الإنتاج الإجمالي لل ATP إلى حوالي 30. يوفر تقييم إجمالي عائد ATP مع نسب البروتون إلى ATP المنقحة حديثًا تقديرًا لـ 29.85 ATP لكل جزيء غلوكوز.